# Líceum (Eger)

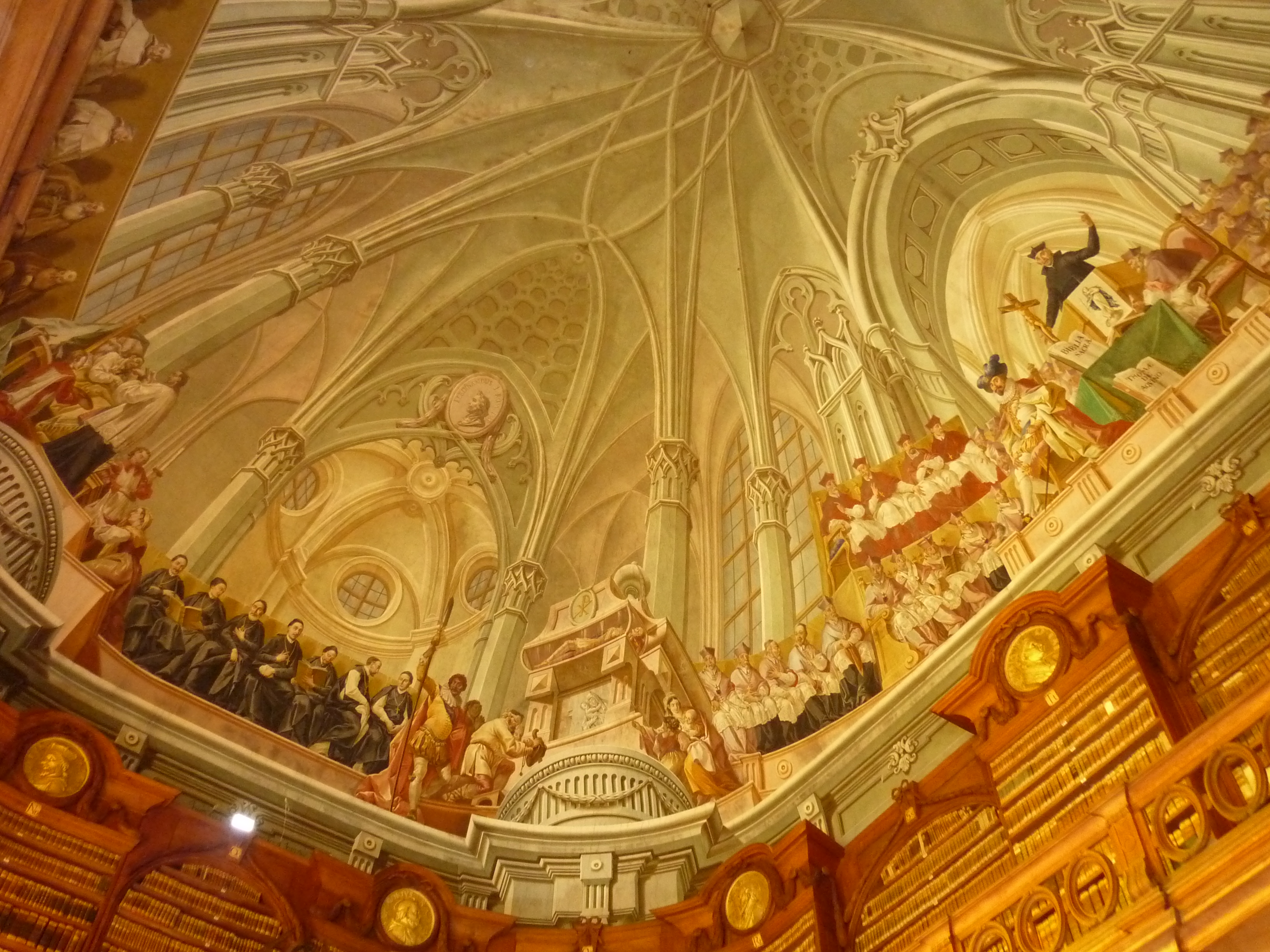
Kracker János Lukács: A tridenti zsinat (freskó, részlet)

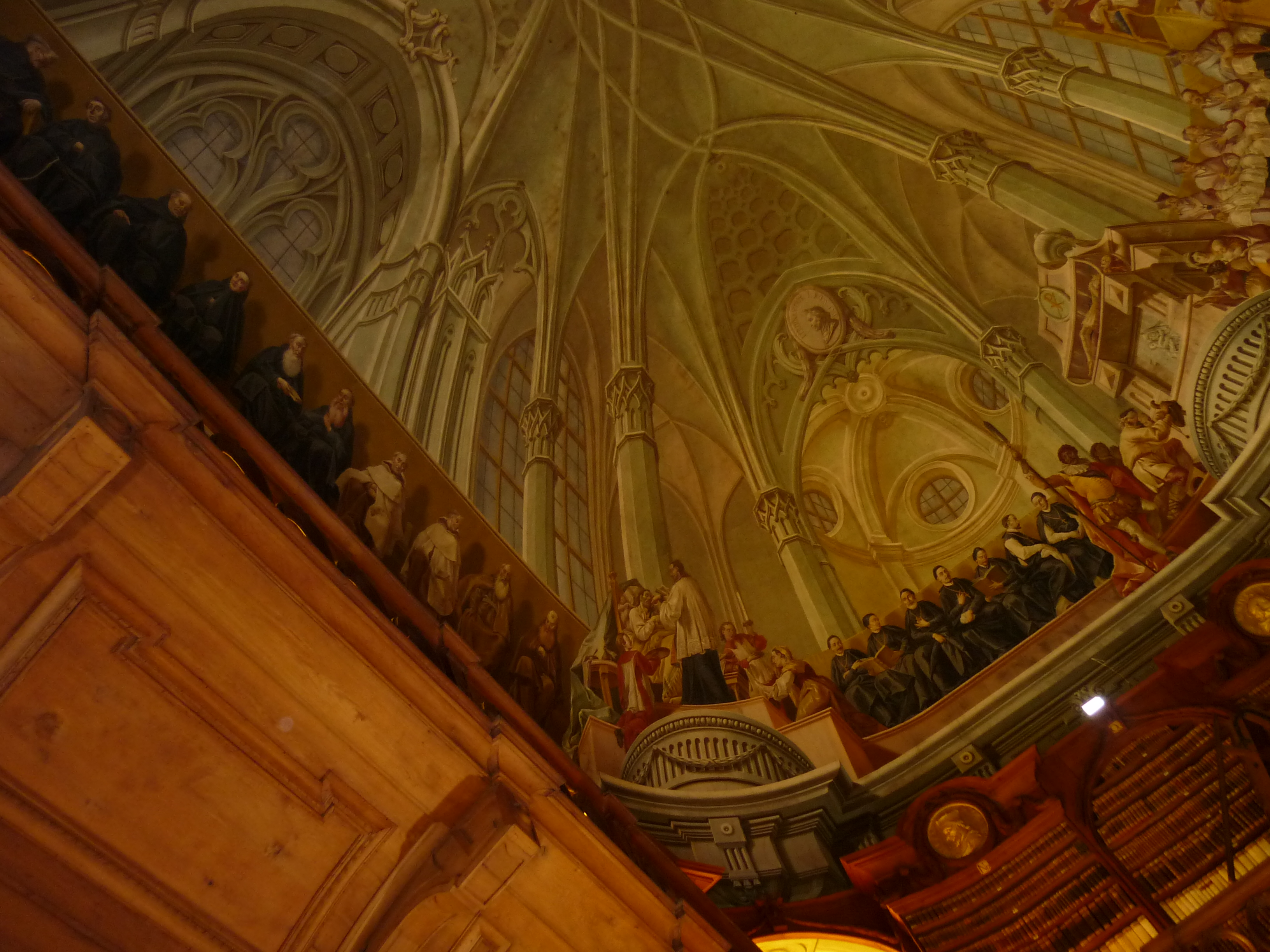
Kracker János Lukács: A tridenti zsinat (freskó, részlet)

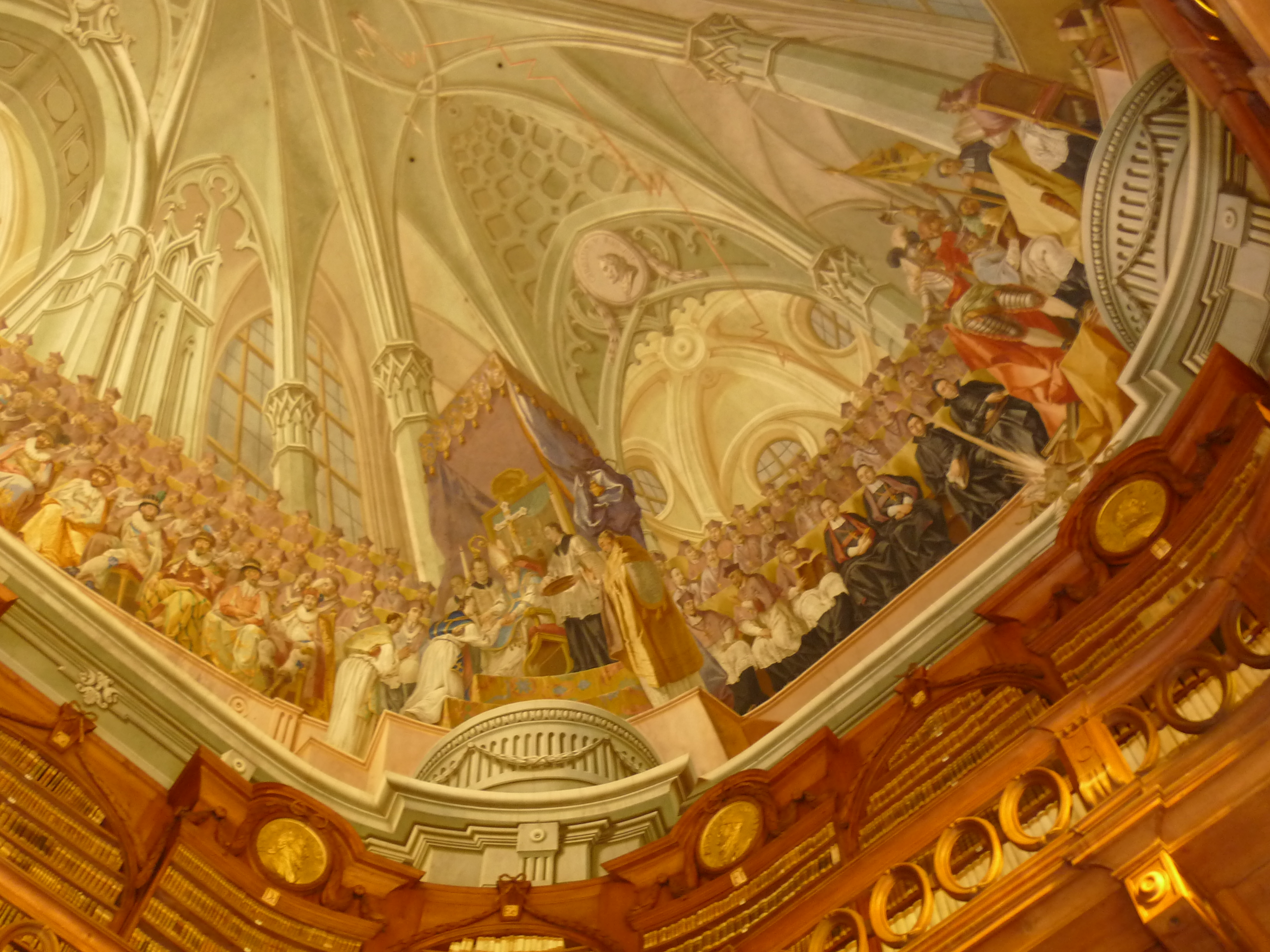
Kracker János Lukács: A tridenti zsinat (freskó, részlet)

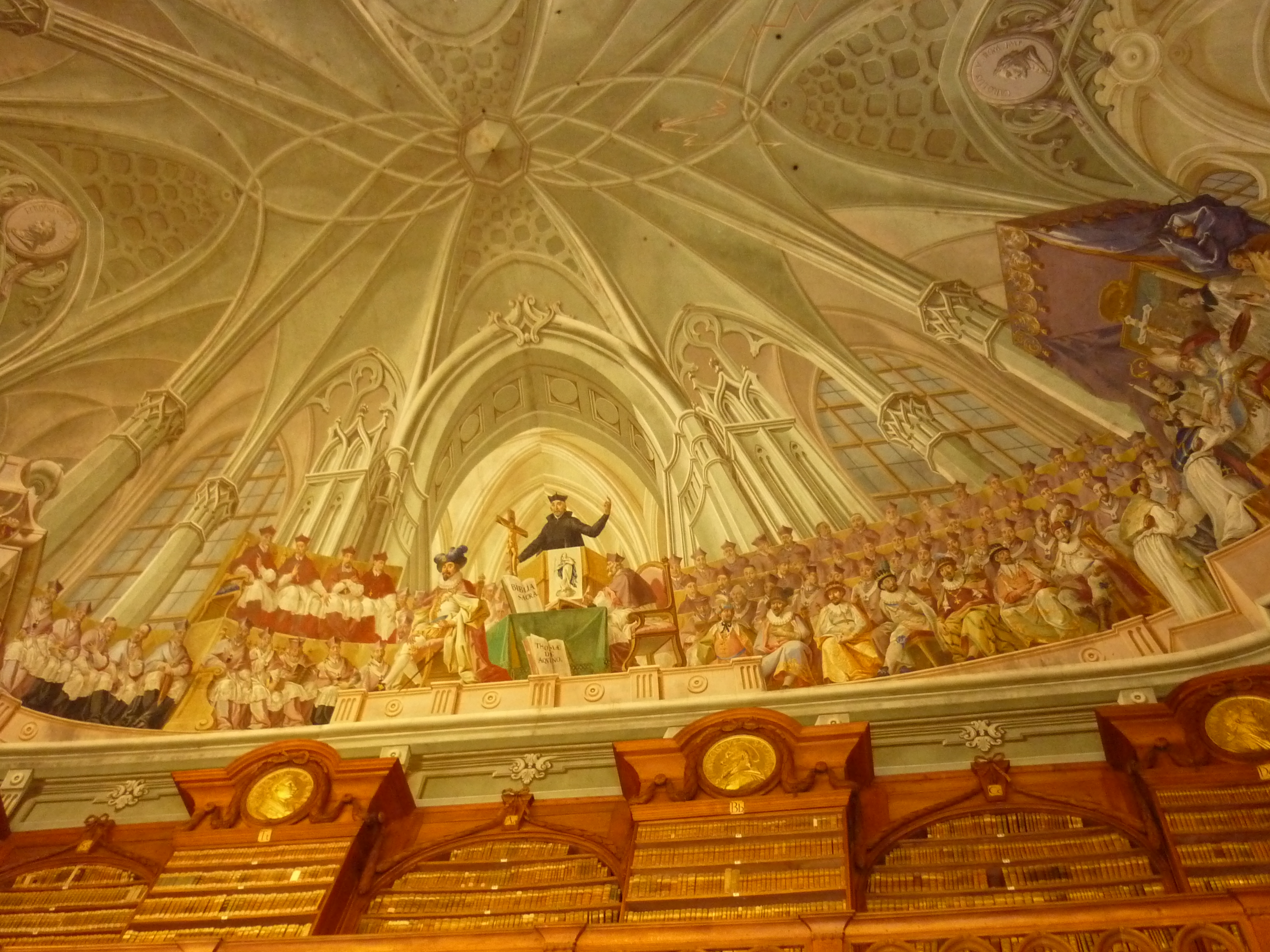
Kracker János Lukács: A tridenti zsinat (freskó, részlet)

Az egykori egri líceum épülete az Eszterházy téren áll a bazilikával szemben, a domb lábánál; főbejárata a Eszterházy térről nyílik. Az épület a megépítése óta az Egri főegyházmegye tulajdona.

## Története
A líceumot Barkóczy Ferenc püspök kezdte építtetni 1761-ben, mert ebben az épületben kívánta elhelyezni az általa alapítani kívánt egri egyetemet (universitast). Az első tervező Josef Ignaz Gerl volt. Miután Barkóczy hercegprímás (esztergomi érsek) lett, őt a püspöki székben 1762. június 29-én Eszterházy Károly követte. Elődje terveit örömmel üdvözölte, és utasította az építészt, hogy az eredetileg földszintesnek szánt épület helyett egyemeleteset tervezzen — ebben a(z 1763 márciusában elkészült) változatban már a csillagász torony és a könyvtár is szerepelt.
A tereprendezési munkálatokat 1762-ben kezdték meg. Időközben az angolkisasszonyok mai iskolájának épületében (Kossuth u. 8.) működött, ún. „Egri Érseki Jogakadémia” (Collegium Iuridicum) épülete életveszélyessé vált; azt át kellett terveztetni és építeni. Emiatt Egerben több évre le kellett állítani a jog oktatását. Ráadásul a papneveldében se volt elég hely, ezért Eszterházy másodszor is utasította az építészt a tervek átdolgozására, még egy emelet ráépítésére. Gerl ezt erősen nehezményezte, arra hivatkozva, hogy terveit egyszer már jóváhagyták. Ezért a püspök elvette tőle a munkát, kártalanította Gerlt, és a második áttervezést Fellner Jakabra bízta. Az épület felépítéséhez végül is több mint húsz év kellett.
Az építészek az alábbi rendben követték egymást:
- 1761–1764: Josef Ignaz Gerl;
- 1764–1779: Fellner Jakab;
- 1780–1782: Grossmann József;

kivitelező: Francz József, Povolni János.
Eszterházy az építkezést végig figyelemmel kísérte; ha kellett, magánvagyonából pótolta a költségvetés hiányait. Az eredeti terveket többször is megváltoztatta, a belső kiképzés jellegét személyesen határozta meg, a felszerelés beszerzését, a freskók festését ugyancsak személyesen ellenőrizte.
Az épület 1785-re elkészült, de az egyetem alapítását sem Mária Terézia, sem utóda, II. József nem engedélyezte. Az 1777-ben kiadott Ratio Educationis 14. paragrafusa kimondta, hogy Magyarországon csak egy egyetem működhet, mégpedig a budai. A tervezett egri Universitas a líceum rangot kapta meg: ez a 18. századi Magyarországon olyan intézményegyüttes volt, amelyben a gimnáziumhoz felsőfokú képzést nyújtó tagozat is kapcsolódott.
Különféle egyéb oktatási célokra is hasznosították. Működött itt:
- papnevelde,
- tanítóképző (1852-től; ide járt 1878–1881 között Gárdonyi Géza is),
- jogakadémia,
- egyházi nyomda és
- rajziskola is.

1949-ben, az államosítás után a debreceni Kossuth Lajos Tudományegyetem Főiskolai Karát telepítették ide. A kar a következő évben önállósult; a líceum a volt főiskola (mára egyetem) főépülete.

## Az épület
A hatalmas, szabadon álló, kétemeletes épület nagy, négyzet alaprajzú udvart keretez; az udvarba benyúlik a nyugati épület udvari homlokzatának középtengelyében kialakított lépcsőház. Homlokzatainak középtengelyéből erősen kiülő, háromtengelyes, timpanonos középrizalit és kevésbé kiülő, kéttengelyes oldalrizalitok emelkednek ki, a középrizalitban konzolokon nyugvó, első emeleti erkéllyel.
A főhomlokzaton a barokk stílusjegyei között a copf stílus (XVI. Lajos stílus) díszítő elemei is megtalálhatók. A főhomlokzat és a két oldal közepét az első emeleten egy-egy nagy terem foglalja el. Ezek olyan magasak, hogy a második emelet mennyezetéig érnek. A főbejárat feletti díszteremben tartották egykor az ünnepélyes vitavizsgákat, amiken a vitafelek a két, az emeleti részen egymással szemben kialakított erkélyről képviselhették álláspontjukat. Mára kissé megkopott mennyezeti freskóját Franz Sigrist (1727–1803) osztrák festő készítette (1794-ben). A freskó a négy tervezett egyetemi fakultást:
- jogtudomány,
- teológia,
- orvosképzés,
- természettudományok

mutatja be szimbolizáltan. Ma különböző ünnepségeket tartanak itt; nemcsak iskolai ünnepségeket, de különböző konferenciákat is.
A keleti homlokzat középtengelyében csillagvizsgáló torony emelkedik, az Egri csillagda. Az 54 m magas, vaskos torony alsó szintje enyhe, lesarkított rizalit, amit a főpárkány magasságában timpanon koronáz, az első emeleten pedig konzolos erkély díszít kovácsoltvas mellvéddel. A földszint, a lépcsőházak, emeleti folyosók, könyvtár, kápolna, díszterem egyaránt boltozottak.
Az épület keleti oldalán emelt nyolc emeletes torony ablakait fekete vaspaletta fedi ott, ahol 1776-ban megnyitották az akkor korszerű eszközökkel fölszerelt csillagvizsgálót, az Egri csillagdát. Az egri csillagászati dél a múzeum nagytermén átlósan áthaladó márványcsíkon jeleníthető meg. II. József magyar király 1784-ben betiltotta az intézmény működését, így az osztrák és angol műszerek, amiket nem fejlesztettek tovább, apránként elavultak. A toronyba vezető négyszögletes csigalépcső orsójában egy több emelet magas Foucault-inga található. A lépcsőkön feljebb haladva egy kicsi szobába, a csillagász melegedőjébe pillanthatunk be, még feljebb a teraszról gyönyörű kilátás nyílik. A teraszon lévő építményt kupola koronázza. Ennek két oldalán hengeres szerkezeteket helyeztek el. Az északi forgó hengerből egy tükör és lencse az alatta lévő szinten kialakított kicsinyke, besötétített szobában álló fehér asztalra vetíti a város látképét. Az 1779-ben üzembe helyezett camera obscurát Edinburghben gyártották. Hell Miksa, az intézmény első csillagásza azért működtette ezt „városnéző eszközt”, hogy szórakoztassa vele a város lakóit és látogatóit.
A déli homlokzat középrizalitjában nincs erkély, azt íves oromzat koronázza. A déli oldal nagytermét az érdeklődők is megtekinthetik. Ezt Eszterházy püspök eredetileg egyetemi könyvtárnak szánta; végül a Főegyházmegyei Könyvtár központja lett. A 19 m * 11 m * 15 m-es terembe tíz ablakon jut a fény. Mennyezetének freskóját Kracker János Lukács és segédje (később veje) Zach József festette 1778-ban: a sajátos érzékcsalódást keltő ábrázolásmóddal kupolásnak látszó terem mennyezetén gótikus templomi környezetben a tridenti zsinat egy ünnepélyes ülését láthatjuk.
Az északi épületben található kápolna mennyezetét Franz Anton Maulbertsch: Az üdvözültek című freskója (1794) díszíti.
A kápolna az államosítás után egy évtizedig üresen állt, majd 1959-ben a Főegyházmegyei Könyvtár tulajdonába került.
A színházterem freskója Wittmann János munkája (1781).
Műemlék: törzsszáma 2025 (helyrajzi száma: 4949).